# Halfrond ovaal
Halfrond ovaal is een werk van de Britse kunstenaar Ben Nicholson. Het werk, dat de kunstenaar vermoedelijk in 1950 vervaardigde, bevindt zich in het Koninklijk Museum voor Schone Kunsten Antwerpen, waar het inventarisnummer 2825 draagt.

## Context
De vader van Ben Nicholson (Denham, 1894 – Londen, 1992) was een bekende excentrieke schilder en verzamelaar, genaamd William Nicholson, vooral gekend om zijn stillevens. Vader Nicholson had een grote invloed op zijn zoon en zijn werk. Deze schilderde aan het begin van zijn kunstcarrière voornamelijk landschappen. In de jaren twintig schilderde Ben Nicholson steeds meer figuratief en abstract door zijn kennismaking met het kubisme en post-impressionisme. Steeds meer maakte hij bijna uitsluitend gebruik van geometrische vormen en een vereenvoudigd kleurenpalet. In 1933 zag zijn eerste abstracte en geometrische reliëf het licht. Wellicht speelde beeldhouwster en tevens zijn echtgenote Barbare Hepworth daarin een grote rol. In 1938 logeerde Piet Mondriaan enige tijd bij het koppel. Vanaf dan is er meer kleur in Nicholsons werk te vinden. Samen met Henry Moore beschouwen kunstwetenschappers de kunstenaar als een leidende figuur binnen het Britse modernisme en ook op het Europese vasteland werd zijn werk geapprecieerd. Zo schreef Walther Vanbeselaere, voormalig hoofdconservator aan het KMSKA, dat Halfrond ovaal “een voortreffelijk, uiterst geraffineerd werk van de hoog aangeschreven Engelse abstracte schilder” was.

## Beschrijving
Halfrond ovaal is een typisch Nicholson-stilleven uit de jaren 1950. Kleuraccenten en getekende lijnen geven de meestal transparante, overlappende vormen volume. De kunstenaar bracht de verf in verschillende dunne lagen aan en veegde het oppervlak daarna herhaaldelijk weer af om een gladde en opake indruk te creëren. De kunstenaar heeft het idee naar een abstract werk te kijken. Toch is het een stilleven. Nicholson schilderde een uitgebalanceerd bovenaanzicht van een tafel. De potten, flessen of kruiken, in overwegend zachte kleuren, zijn in vooraanzicht weergegeven. Uitzonderingen op deze neutrale kleuren zijn het centraal stukje rood en het limoenkleurige partijtje in de rechter benedenhoek. Door de wisselende perspectieven en de oversnijdende tekeningen, vermeed de kunstenaar een eenduidige ruimtelijke weergave.
Het werk is geschilderd op een concaaf gebogen plaat. Hierdoor plooit het zich als het ware rond de toeschouwer en ervaart deze het als geborgen en nabij. Het creëert op deze manier ook samenhang en laat de compositie beter aanvoelen. De concave dragers komen in Nicholsons oeuvre voor sinds 1949, vermoedelijk een jaar voor de vervaardiging van dit werk. Hij kreeg dat jaar een opdracht om voor een schip twee schilderijen te maken die de gebogen wanden volgden.

## Materiële aspecten

### Afmetingen
- 98 × 130 × 15 cm (Dagmaat)
- 98 × 129 × 15 cm (Volledig)
- 104,5 × 135 × 14 cm, 15,9kg (Inclusief lijst)

### Signaturen
- still life (curved oval)/sept 3 – 50/Ben Nicholson
  - Plaats: verso, midden onder
  - Type: handschrift
  - Lettertype: onderkast en kapitaal
  - Auteur: Ben Nicholson
  - Datum: 1950

## Provenance
Het werk werd in 1955 door het Koninklijk Museum voor Schone Kunsten Antwerpen gekocht op de tentoonstelling van Ben Nicholson in het Paleis voor Schone Kunsten te Brussel.